# Zeitdehngrenze
Als Zeitdehngrenze (Formelzeichen {\displaystyle R_{p}}) wird diejenige Spannung bezeichnet, die bei einer vorher festgelegten Temperatur und Beanspruchungsdauer zu einer bestimmten plastischen Dehnung führt.
Wie beim Zugversuch wird das Formelzeichen R verwendet. Der Index {\displaystyle _{p}} für plastisch wird ergänzt durch die Parameter des Versuchs:
- den relativen Wert der plastischen Dehnung
- die Dauer der Beanspruchung
- die Temperatur.

Zum Beispiel wird die Zeitdehngrenze, die bei 12.000 Stunden Dauer, 600 °C und einer daraus resultierenden plastischen Dehnung von 0,1 % ermittelt wurde, bezeichnet durch das Kürzel {\displaystyle R_{p\;0,1/12000/600}}.